# 압달라 할릴

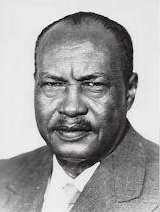
압달라 할릴

압달라 할릴(아랍어: عبد الله خليل, 1892년 옴두르만 ~ 1970년 8월 23일 하르툼)은 수단의 정치인이다. 1956년 7월 5일부터 1958년 11월 17일까지 수단의 총리를 역임했다.
1910년부터 1924년까지 이집트군에서 복무했으며 1925년부터 1944년까지 수단 방위군에서 복무했다. 1945년에는 이슬람 민주주의를 표방한 정당인 국민민주당을 창당했고 1953년에 실시된 총선거에서 수단 의회 의원으로 당선되었다. 1956년 7월에는 수단의 총리로 취임했지만 1958년 11월 이브라힘 아부드가 일으킨 쿠데타로 인해 축출되고 만다.